# Alternaria alternata
Espèce
Alternaria alternata est une espèce de champignons phytopathogènes de la famille des Pleosporaceae.
C'est l'agent de la maladie des taches foliaires et d'autres maladies (souvent appelées « alternariose ») affectant de très nombreuses espèces végétales. C'est un phytopathogène opportuniste provoquant divers symptômes, taches noires, pourriture, rouille, etc. sur les différents organes de la plante.
Chez l'homme, ce champignon peut causer des infections de l'appareil respiratoire supérieur et provoquer de l'asthme chez les personnes sensibles.

## Synonymes
Selon Catalogue of Life (10 septembre 2014) : 	
- Alternaria alternata var. alternata (Fr.) Keissl. 1912,
- Alternaria alternata var. rosicola V.G. Rao 1965,
- Alternaria fasciculata (Cooke & Ellis) L.R. Jones & Grout 1897,
- Alternaria rugosa McAlpine 1896,
- Alternaria tenuis Nees 1816,
- Alternaria tenuis f. chalaroides Sacc. 1903,
- Alternaria tenuis f. genuina Unamuno 1933,
- Alternaria tenuis var. mali Marchal & É.J. Marchal 1921,
- Alternaria tenuis f. tenuis Nees 1816,
- Alternaria tenuis var. tenuis Nees 1816,
- Alternaria tenuis f. trichosanthis D. Sacc. 1898,
- Macrosporium fasciculatum Cooke & Ellis 1877,
- Torula alternata Fr. 1832,
- Ulocladium consortiale.